# Lipstick Under My Burkha
Lipstick Under My Burkha és una pel·lícula de comèdia negra en hindi de l'Índia del 2016 escrita i dirigida per Alankrita Shrivastava i produïda per Prakash Jha.
Els protagonistes són Ratna Pathak, Konkona Sen Sharma, Aahana Kumra i Plabita Borthakur, mentre que Sushant Singh, Sonal Jha, Vikrant Massey, Shashank Arora, Vaibhav Tatwawaadi i Jagat Singh Solanki interpretat papers secundaris. El film mostra la vida secreta de quatre dones que busquen la llibertat. Fins i tot després d'enfrontar-se a totes les probabilitats i obstacles al seu camí, encara troben el camí per reivindicar els seus desitjos mitjançant petits actes de valentia.
El tràiler es va estrenar el 14 d'octubre de 2016. A la pel·lícula se li va negar inicialment l'estrena a l'Índia el gener de 2017, després que la Junta Central de Certificació de Cinema (CBFC) del país rebutgés un certificat, perquè «Hi ha escenes sexuals [sic] contagioses, paraules abusives, pornografia d'àudio i un toc una mica sensible sobre un sector concret de la societat». Es va estrenar al Festival Internacional de Cinema de Tòquio i al Festival de Cinema de Mumbai, on va guanyar el premi Spirit of Asia i el premi Oxfam a la millor pel·lícula sobre igualtat de gènere. Va rebre dues nominacions als 63ns Premis Filmfare, incloent el Millor pel·lícula (crítics) i el Millor actriu de repartiment per a Ratna Pathak.

## Argument
La història està basada en quatre personatges femenins que viuen en un poble petit. Una estudiant universitària, una esteticista, una mestressa de casa i una vídua de 55 anys. Aquesta pel·lícula tracta sobre els desitjos ocults d'aquestes quatre persones. La història té com en el teló de fons de la ciutat de Bhopal.
La Rehana somia a poc a poc cada dia amb convertir-se en cantant Miley Cyrus. Tanmateix, el seu somni una vegada va veure la llum de l'esperança, però es va estancar de nou. Aquesta ocultació dels somnis s'assembla molt a l'ocultació de la seva cara darrere d'un vel. La cara que surt del vel i absorbeix el món sencer amb els dos ulls, i immediatament s'amaga .
D'altra banda, la Shirin (Kankana Sen Sharma) està molt descontenta amb el seu marit. Perquè per el marit no és sinó un objecte carnós de plaer sexual. D'altra banda, Usha Parmar (Ratna Pathak Shah), de 55 anys, viu amb tots els seus pensaments d'alliberament. Un altre personatge anomenat Leela també vol coincidir amb Dana en el món dels molts desitjos suprimits. Però tot arriba i s'encalla en algun lloc. I des d'aquell lloc la lluita d'aquests 4 personatges.

## Repartiment
- Ratna Pathak com a Usha "Rosy" Buaji
- Konkana Sen Sharma com a Shireen Aslam
- Plabita Borthakur com a Rehana Abidi
- Aahana Kumra com a Leela
- Shashank Arora com a Dhruv, el xicot de la Rehana
- Sushant Singh com a Rahim Aslam, el marit de Shireen
- Vikrant Massey com a Arshad, el xicot de la Leela
- Vaibhav Tatwawaadi com a Manoj, el promès de la Leela
- Sonal Jha com la mare de la Leela
- Mayur More com a Michael Jackson, també conegut com mj
- Jagat Singh Solanki com a Jaspal
- Anwar Khan com Abidi
- Namita Dubey com a Namrata
- Rajesh Tiwari com a Ram
- Ahmed Khan com a Madanlal
- Preeti Kochhar com a Zeba
- Garima Goel com a Preeti
- Disha Arora com a Fàtima
- Jatin Jaiswal com a Lakhan
- Sonal Joshi com a Sita
- Vyoma Parihar com a Lakshmi
- Sahiba Vij com Chanda
- Saurabh Pandey com a Veer
- Disha Patwa com a Komal

## Projecció
Lipstick Under My Burkha es va projectar al Festival de Cinema de Bombai que es va celebrar del 20 al 27 d'octubre de 2016. També es va projectar al Festival de Cinema de Tòquio que es va celebrar del 25 d'octubre al 3 de novembre de 2016. La pel·lícula ha guanyat onze premis de festivals internacionals de cinema abans de la seva estrena oficial. Al juliol de 2017, s'ha projectat en més de 35 festivals de cinema d'arreu del món. L'estrena mundial va ser al Festival Internacional de Cinema de Tòquio, mentre que l'estrena índia va ser al Festival de Cinema de Bombai.

## Estrena

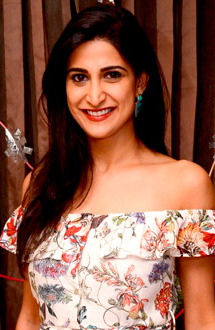
Aahana Kumra a l'estrena de la pel·lícula.

La pel·lícula se li va negar inicialment l'estrena a l'Índia el gener de 2017, després que la Central Board of Film Certification (CBFC) del país refusés un certificat, afirmant que "Hi ha escenes sexuals [sic] contagioses, paraules abusives, pornografia d'àudio i un toc una mica sensible sobre un sector concret de la societat". Els cineastes van apel·lar aquesta decisió davant el Tribunal d'Apel·lació de Certificació de Cinema (FCAT). L'FCAT va veure la pel·lícula i va comunicar les seves inquietuds als productors cinematogràfics el 27 de maig de 2017. Els productors cinematogràfics van tornar a l'FCAT amb una llista de 16 retallades voluntàries que atenien les inquietuds plantejades. A més dels 16 retalls, l'FCAT va suggerir alguns retalls més i va ordenar al CBFC que emetés un certificat A a la pel·lícula després dels canvis.
Shrivastava va dir a l'Agence-France Presse: "És clar que no m'hauria agradat cap retallada, però la FCAT ha estat molt justa i clara. Crec que podrem estrenar la pel·lícula sense entorpir la narració ni diluir-ne l'essència". El segon tràiler oficial es va estrenar el 27 de juny de 2017. La pel·lícula es va estrenar en 400 pantalles el 21 de juliol de 2017 a l'Índia. La pel·lícula fou fet amb un pressupost de ₹ 6 crore.

## Taquilla
La pel·lícula es va estrenar a l'Índia el mateix dia que Munna Michael amb només 400 pantalles. Els mitjans de comunicació van especular que aquest xoc afectaria el negoci d'aquesta pel·lícula, ja que aquesta darrera es va estrenar en 3000 pantalles amb un repartiment estrella. Lipstick Under My Burkha va guanyar ₹1,22 milions el dia de la inauguració. La polèmica amb el CBFC va generar prou bombo als mitjans, i un boca-orella molt positiu de diversos crítics va atreure l'audiència. La pel·lícula va ser testimoni d'un creixement en els ingressos del primer cap de setmana i també va tenir un alt visionat els dies laborables. El primer i el segon dia feiner, va guanyar ₹1,28 i ₹1,36 milions respectivament, que són superiors als seus ingressos del dia d'estrena, convertint-se en una de les rares pel·lícules amb més ingressos entre setmana que el cap de setmana d'obertura a la taquilla índia. Va recuperar el seu cost de producció als quatre dies posteriors al llançament i va guanyar ₹10,96 milions de dòlars la primera setmana. La pel·lícula va ser un èxit comercial i va ser declarada com a "mitjana" per la taquilla.

## Premis
| Premi                                          | Categoria                                                   | Receptor(s) i nominat(s) | Resultat  | Ref.          |
| ---------------------------------------------- | ----------------------------------------------------------- | ------------------------ | --------- | ------------- |
| Premis Filmfare                                | Millor pel·lícula (crítics)                                 | Lipstick Under My Burkha | Nominat   | [ 13 ]        |
| Premis Filmfare                                | Millor actriu de repartiment                                | Ratna Pathak Shah        | Nominat   | [ 14 ]        |
| Festival de Cinema Indi d'Ottawa               | Premi Millor Assoliment en Actuació                         | Ratna Pathak Shah        | Guanyador |               |
| Festival de Cinema Asiàtic de Londres          | Rendiment destacat                                          | Ratna Pathak Shah        | Guanyador | [ 30 ]        |
| Festival de Cinema Asiàtic de Londres          | Millor pel·lícula                                           | Lipstick Under My Burkha | Guanyador | [ 30 ]        |
| Festival Internacional de Cinema de Tòquio     | Premi Esperit d'Àsia                                        | Lipstick Under My Burkha | Guanyador | [ 17 ] [ 18 ] |
| Festival de Cinema de Mumbai                   | Premi Oxfam a la millor pel·lícula sobre igualtat de gènere | Lipstick Under My Burkha | Guanyador | [ 19 ]        |
| CinemAsia Film Festival                        | Best Feature Audience Choice                                | Lipstick Under My Burkha | Guanyador | [ 30 ]        |
| Festival Internacional de Cinema de Glasgow    | Premi de l’Audiència a la millor pel·lícula                 | Lipstick Under My Burkha | Guanyador | [ 30 ]        |
| Films des Femmes Creteil                       | Millor pel·lícula                                           | Lipstick Under My Burkha | Guanyador | [ 30 ]        |
| Cines del Sur - Granada Film Festival          | Premi de l’audiència a la millor pel·lícula                 | Lipstick Under My Burkha | Guanyador | [ 31 ] [ 32 ] |
| TVE Global Sustainability Film Awards          | Founder’s Award for Sustainability on the Big Screen        | Lipstick Under My Burkha | Guanyador | [ 33 ]        |
| Festival Internacional de Cinema de Washington | Millor pel·lícula internacional                             | Lipstick Under My Burkha | Nominat   | [ 30 ]        |
| Festival of Five Continents                    | Millor pel·lícula                                           | Lipstick Under My Burkha | Nominat   | [ 34 ]        |
| Festial de Cinema Indi de Melbourne            | Millor pel·lícula índia                                     | Lipstick Under My Burkha | Guanyador | [ 35 ]        |
| Festial de Cinema Indi de Melbourne            | Millor director                                             | Alankrita Shrivastava    | Nominat   | [ 35 ]        |
| Festial de Cinema Indi de Melbourne            | Millor actriu                                               | Ratna Pathak Shah        | Nominat   | [ 35 ]        |
| Festial de Cinema Indi de Melbourne            | Millor actriu                                               | Konkona Sen Sharma       | Guanyador | [ 35 ]        |
| Fsetival de Cinema Indi de Nova York           | Millor actriu                                               | Konkona Sen Sharma       | Guanyador | [ 36 ]        |
| Star Screen Awards                             | Millor actriu (Crítica)                                     | Konkona Sen Sharma       | Guanyador | [ 37 ]        |
| Star Screen Awards                             | Millor actriu (Crítica)                                     | Ratna Pathak Shah        | Nominat   |               |
| Star Screen Awards                             | Nouvingut més prometedor - Dona                             | Plabita Borthakur        | Nominat   |               |
| Star Screen Awards                             | Millor actor secundari – Dona                               | Aahana Kumra             | Nominat   |               |
| Star Screen Awards                             | Millor pel·lícula (Crítica)                                 | Lipstick Under My Burkha | Nominat   |               |
| Star Screen Awards                             | Millor Director                                             | Alankrita Shrivastava    | Nominat   |               |
| Festival Internacional de Cinema de Cleveland  | Millor director femení                                      | Alankrita Shrivastava    | Nominat   | [ 30 ]        |
| Zee Cine Awards                                | Millor actriu secundària                                    | Ratna Pathak Shah        | Nominat   | [ 38 ]        |
| Zee Cine Awards                                | Millor actriu secundària                                    | Konkona Sen Sharma       | Nominat   | [ 38 ]        |